# Sandholmen (vid Horslök, Lovisa)
Sandholmen är en ö i Finland. Den ligger i Finska viken och i kommunen Lovisa i landskapet Nyland, i den södra delen av landet. Ön ligger omkring 56 kilometer öster om Helsingfors.
Öns area är 4,5 hektar och dess största längd är 400 meter i nord-sydlig riktning.